# كارولينا ويدرا
كارولينا ويدرا (بالبولندية: Karolina Wydra)‏ هي عارضة وممثلة أمريكية من أصل بولندي ولدت في 5 مارس 1981 في بولندا.

## أعمال

### أفلام
- (2007) بي كايند ريوايند[4]
- (2011) حب مجنون، أحمق[5]
- (2013) تقرير أوروبا
- (2015) إنكارنيت

### مسلسلات
- ماكجايفر
- هاوس

## وصلات خارجية
- كارولينا ويدرا على موقع IMDb (الإنجليزية)
- كارولينا ويدرا على موقع روتن توميتوز (الإنجليزية)
- كارولينا ويدرا على موقع ألو سيني (الفرنسية)
- كارولينا ويدرا على موقع أول موفي (الإنجليزية)
- كارولينا ويدرا على موقع قاعدة بيانات الأفلام السويدية (السويدية)
- كارولينا ويدرا على موقع قاعدة بيانات الفيلم (الإنجليزية)
- كارولينا ويدرا على موقع كينوبويسك (الروسية)